# لئا پادووانی
لئا پادووانی (ایتالیایی: Lea Padovani؛ ‏ ۲۰ ژوئیهٔ ۱۹۲۰ – ۲۳ ژوئن ۱۹۹۱) هنرپیشه اهل ایتالیا بود.
از فیلم‌هایی که وی در آن نقش داشته است، می‌توان به نان، عشق و ... و ناپل همیشه ناپل است اشاره کرد.